# 1703.
◄ | 17. stoljeće | 18. stoljeće | 19. stoljeće | ►
◄ | 1670-ih | 1680-ih | 1690-ih | 1700-ih | 1710-ih | 1720-ih | 1730-ih | ►
◄◄ | ◄ | 1700. | 1701. | 1702. | 1703. | 1704. | 1705. | 1706. | ► | ►►
Arhitektura • Astronomija • Biologija • Glazba • Kazalište • Kemija • Kiparstvo • Knjige • Književnost • Kršćanstvo • Medicina • Politika • Pravo • Promet • Slikarstvo • Znanost

## Smrti
- 18. veljače – Jelena Zrinski, hrvatska velikašica iz obitelji knezova Zrinskih (* 1643.)
- 3. ožujka – Robert Hooke, engleski fizičar (* 1635.)
- 11. studenog – Ivan Antun Zrinski, hrvatski grof (* 1651.)
- 23. studenog – Mitrofan Voronješki, ruski svetac (* 1623.)
- 28. prosinca – Mustafa II., turski sultan (* 1664.)

## Vanjske poveznice
|  | Zajednički poslužitelj ima još gradiva o temi 1703. |